# Procession (banda)
Procession es una banda chilena de doom metal, formada en 2006. Ha sido catalogada como una de las mejores bandas de su país, abriéndose paso en la escena mundial tras realizar dos giras por Europa, presentándose en los festivales "Hammer of Doom" y "Doom Shall Rise". Además, en su última gira realizó un tributo a Candlemass en algunas canciones con el mismo Messiah Marcolin (Exvocalista de Candlemass) cantando.

## Biografía
Nació originalmente en la cárcel de Valparaíso el año 2006, pero sus primeros lanzamientos ocurrieron mucho después, el año 2008, con su demo "Burn" lanzado por el sello Kuravilu Records, que fue un éxito en la escena local. Una de las copias llegó a manos del sello alemán Iron Kodex, quienes ubicaron a la banda y coordinaron para sacar un nuevo EP el año 2009 en vinilo, bajo el nombre de "The Cult of Disease" que incluía nuevas canciones y el antiguo demo. El EP quedó sin stock a las semanas, así que el sello sacó el EP en CD, que también llegó a ser un completo éxito. 
Tras esto, la banda hace su primera gira por Europa el año 2009, llamando al tour “Disease Over Europe”, en países como Alemania, Bélgica, Suiza, Irlanda y Francia. También participó en los importantes festivales Doom Shall Rise (cuarta entrega) y Keep It True Festival (duodécima entrega).
El año 2010, la banda permanece bastante tiempo en silencio, hasta que finalmente en diciembre saca su álbum debut "Destroyers of the Faith", bajo los sellos High Roller Records encargada de sacar el disco en CD, y Doomentia Records encargada en sacarlo en vinilo. Tras esto, es invitado nuevamente a Europa al festival Alemán "Hammer of Doom" donde da a conocer aún más su nuevo disco. Tal álbum recibió excelentes críticas en la escena mundial y fue nominado al premio de la Metal Storm Awars, "El Mejor Disco de Doom Metal del Año" junto a sus compatriotas Mar de Grises.
El año 2011, la banda hizo su segunda gira por Europa, nombrando a tal gira como "Tour of Doom". donde se expande aún más el recorrido, incluyendo a Suecia (Donde Cantaron con el Mismo Messiah Marcolin), Finlandia, Noruega, Grecia, Austria, etc.
El año 2011, la banda saca un split con la banda Mountain Throne, bajo el sello Sarlacc Productions solamente en vinilo.

## Integrantes

### Integrantes actuales
- Felipe Plaza Kutzbach vocalista y guitarra
- Claudio Botarro Neira bajo
- Francisco Aguirre batería

### Exintegrantes
- Daniel Pérez Saa bajista
- Francisco Vera batería
- Luis Moya D. batería

## Discografía

### Álbumes de estudio
- Destroyers of the Faith (2010)
- To Reap Heavens Apart (2013)
- Doom Decimation (2017)

### Demos, EP y Splits
- Burn (2008)
- The Cult of Disease (2009)
- Procession/Mountain Throne (2011) (Split con la banda alemana Mountain Throne)